# Ibn Quzman
Muhammad ibn Abd al-Malik ibn Quzman (en árabe: محمد بن عبد الملك بن قزمان‎), más conocido simplemente como Ibn Quzman o Ibn Quzmán (ابن قزمان) y en ocasiones también por la hispanización Abén o Abán Quzmán, fue un famoso poeta andalusí, nacido en Córdoba hacia 1078 y muerto en la misma ciudad en 1160, conocido por sus peculiares zéjeles escritos en árabe coloquial andalusí.
Se ha querido ver en su nombre una arabización del germánico Guzmán, algo que no era infrecuente en Al-Ándalus, pero otras fuentes señalan que el nombre Quzmān está documentado ya en la Arabia preislámica, con lo que puede que sea árabe, aunque es un nombre inusual.
Lo esencial de su obra se conserva en un único códice, que fue descubierto en San Petersburgo a finales del siglo XIX: se trata de su Cancionero o Diwan (antología poética), que es asimismo el documento que proporciona los datos que se conocen sobre su vida, ya que en sus composiciones habla también de sí mismo: que tenía entre seis y ocho años en la batalla de Zalaca —lo que permite conjeturar su fecha de nacimiento—.
Ibn Quzman conocía bien la poesía árabe clásica de autores célebres como Abu Tammam, Al-Mutanabbi, Du r-Rumma, etc. Han llegado hasta nosotros algunas composiciones suyas de aire clásico, consideradas de poco valor frente a su Cancionero. Ésta es una obra original tanto por la forma utilizada, el zéjel, escrito no en la lengua literaria habitual, sino en el dialecto local, como por los temas que toca, en los cuales a menudo reinterpreta de forma irónica tópicos de la poesía árabe clásica.

## ElDiwan
Se piensa que Ibn Quzman fue el primer gran escritor que empleó el zéjel, que había sido inventado por el zaragozano Ibn Bayya, y le dio su forma definitiva, puliéndolo de las imperfecciones que a su juicio tenía.
Su Diwan o Cancionero contiene 149 zéjeles. El arabista Stern los dividió en dos clases:
- Los zéjeles moaxajeños, que son poemas de entre cinco y siete estrofas en todo similares a las moaxajas ( temas, forma, jarcha) salvo por el hecho de estar escritos en lengua coloquial en vez de en árabe clásico. Constituyen una tercera parte del Diwan.
- Los zéjeles propiamente dichos, sin límite de estrofas, de temas diversos, y que constituyen los dos tercios restantes.

Dedicó buena parte de los zéjeles a describir sus relaciones con jóvenes varones, las fiestas a las que solía asistir o los bailes e instrumentos musicales empleados en ellas. También habla de sí mismo y hace, como otros poetas, elogio de las personas que le protegen. De acuerdo con uno de sus zéjeles, hacia el final de sus días pareció arrepentirse de su vida disipada:

Ibn Quzman se arrepintió.
 ¡Bueno será para él si persevera! 
 Sus días pasados eran fiestas entre los días. 
 Pero después del sonar de atabales y adufes y de arremangarse para el baile 
 Ahora sube y baja por la torre del almuédano. 
 Se ha hecho imam en la mezquita y reza prosternándose e inclinándose.

Aunque también dejó escritas instrucciones para su muerte:

Cuando muera éstas son mis instrucciones para el entierro: 
 dormiré con una viña entre los párpados. 
Que me envuelvan entre sus hojas como mortaja 
y me pongan en la cabeza un turbante de pámpanos.